# Nureddin al-Atassi

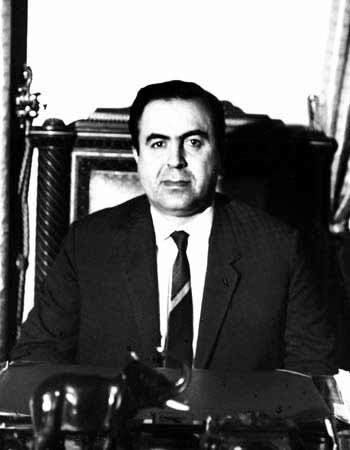
Nureddin al-Atassi

Noureddin Mustafa Ali al-Atassi (Arabisch: نور الدين بن محمد علي الأتاسي,  Nūr ad-Dīn Muṣṭafā al-'Atasī) (Homs, 11 januari 1929 – Parijs, 3 december 1992)  was president van Syrië van februari 1966 tot november 1970.

## Biografie
Atassi werd geboren in Homs in 1929 als telg van de bekende al-Atassi familie.
Atassi was arts van beroep en hielp in die capaciteit de Algerijnse machten tegen de Fransen tijdens de Algerijnse Onafhankelijkheidsoorlog. Atassi was ideoloog van de Ba'ath-partij en werd secretaris-generaal en president van de Syrische republiek in 1966. Hij werd beschouwd als een ceremonieel staatshoofd; de werkelijke macht lag bij de ondersecretaris-generaal Salah Jadid. In 1970 werd hij tijdens een coup afgezet door Hafez al-Assad.
Atassi werd zonder proces onder huisarrest geplaatst. Daarna werd hij overgeplaatst naar de militaire Mezze gevangenis in Damascus, waar hij leefde van 1970 tot 1992. Na 22 jaar gevangenschap werd hij vrijgelaten. Hij ging door naar Parijs om een medische behandeling te ondergaan en stierf aldaar in een ziekenhuis op 22 december van dat jaar.